# فرودگاه جانسن استرابری فارم
فرودگاه جانسن استرابری فارم (به انگلیسی: Johnsons Strawberry Farm Airport) یک فرودگاه خصوصی است که یک باند فرود چمن دارد و طول باند آن ۶۱۰ متر است. این فرودگاه در کشور ایالات متحده آمریکا قرار دارد و در ارتفاع ۱۸۹ متری از سطح دریا واقع شده‌است.